# Oregon (groupe)
Pour les articles homonymes, voir Oregon (homonymie).
Oregon est un groupe américain d'ethno-jazz. Il est formé en 1970 par les multi-instrumentistes Ralph Towner (piano, guitare, synthétiseur, trompette, mellophone, orgue), Collin Walcott (sitar, tabla, conga, hammered dulcimer, sanza, mridangam, violon, esraj, guitare, marimba, surdo), Glen Moore (basse, flûte, harmonica) et Paul McCandless (hautbois, clarinette, cor anglais, saxophone, penny whistle, sarrusophone).
Nommé Thyme—Music of Another Present Era à ses débuts, le groupe issu du Paul Winter Consort prend très vite son nom définitif et ne change pas de formation basique avant 1984, lorsque décède Collin Walcott ; il est remplacé par Trilok Gurtu, pendant cinq ans. En 1996, Mark Walker le remplace définitivement. Précurseur des musiques du monde, le groupe profite aussi des apports classique et jazz de ses membres.

## Histoire
Towner et Moore étaient amis et collaborateurs occasionnels depuis leur rencontre en 1960 alors qu'ils étaient étudiants à l'université de l'Oregon. En 1969, tous deux étaient des musiciens professionnels vivant à New York ; alors qu'ils collaboraient avec le chanteur folk Tim Hardin, ils sont présentés à l'ensemble « Consort » du pionnier des musiques du monde Paul Winter, en particulier à son membre Collin Walcott, avec lequel Towner a commencé à improviser en tant que duo informel. En 1970, Towner et Moore rejoignent le Winter Consort et rencontrent leur collègue McCandless ; les quatre commencent à explorer l'improvisation chacun de leur côté, tandis que leurs contributions continuent à être déterminantes pour redéfinir le « son » du Winter Consort dans des compositions telles que Icarus de Towner.
Les quatre musiciens réalisent leur premier enregistrement collectif en 1970, mais le label, Increase Records, fait faillite avant qu'il ne puisse être publié (il sera finalement édité par Vanguard en 1980 sous le nom de Our First Record). Oregon fait ses débuts « officiels » à New York en 1971 (initialement nommé Thyme - Music of Another Present Era, le changement de nom en Oregon est suggéré par McCandless).
Le premier album du groupe, Music of Another Present Era, est publié sur Vanguard en 1972 (les quatre ont également enregistré pour ECM, bien que l'enregistrement, Trios Solos de 1973, ait été présenté comme Ralph Towner with Glen Moore). Avec ces premiers enregistrements et les suivants Distant Hills (1973) et Winter Light (1974) (tous sur Vanguard), Oregon s'impose comme l'un des principaux groupes d'improvisation de son époque, mêlant indienne et occidentale avec du jazz, folk, musique planante et des éléments de avant-garde. Le groupe publie de nombreux albums sur Vanguard tout au long des années 1970, réalisant également trois disques pour Elektra/Asylum entre 1978 et 1980 (y compris le très acclamé Out of the Woods et un enregistrement en direct tiré de performances au Carnegie Hall et au Canada à la fin de l'année 1979). 

## Discographie
- 1970 : Our First Record
- 1973 : Music of Another Present Era
- 1974 : Winter Light
- 1974 : Distant Hills
- 1975 : In Concert
- 1976 : Together (avec Elvin Jones)
- 1977 : Friends
- 1978 : Out of the Woods
- 1978 : Violin
- 1979 : Moon and Mind
- 1979 : Roots in the Sky
- 1980 : In Performance
- 1983 : Oregon
- 1985 : Crossing
- 1986 : The Essential Oregon
- 1987 : Ecotopia
- 1989 : 45th Parallel
- 1992 : Always, Never, and Forever
- 1994 : Troika
- 1995 : Beyond Words
- 1997 : Northwest Passage
- 1998 : A Midsummernights Dream
- 2000 : Best of the Vanguard Years
- 2000 : Oregon in moskow
- 2002 : Jade Muse: The Best of Oregon
- 2002 : Live at Yoshi's
- 2002 : The Essential Oregon
- 2005 : Prime
- 2007 : 1000 Kilometers
- 2010 : In Stride
- 2012 : Family Tree
- 2017 : Lantern